# Mirjam Sombroek-van Doorm
Mirjam Petra Sombroek-van Doorm (Zeven (DE), 26 april 1968) is een Nederlands juriste. Sombroek is hoogleraar gezondheidsrecht aan de Universiteit Leiden.
Van Doorm bracht haar middelbareschooltijd door in Dokkum. Ze studeerde Frans aan de Universiteit Sorbonne-Nouvelle (Paris III) en vervolgens rechten aan de Universiteit Leiden, waar ze 1993 afstudeerde als meester in de rechten en in 1996 als doctorandus in de Franse taal- en letterkunde. Na haar afstuderen werd ze hoofd van het bureau internationaal onderwijs van de Leidse rechtenfaculteit en vanaf 1999 adjunct-directeur van het E.M. Meijers Instituut, de graduate school-annex-onderzoeksinstituut van de faculteit; vanaf 2016 was ze daar directeur. Onderwijl werkte ze zelf ook aan een proefschrift over het medisch beroepsgeheim.
Op 19 februari 2019 promoveerde Sombroek-van Doorm op het proefschrift Medisch beroepsgeheim en de zorgplicht van de arts bij kindermishandeling in de rechtsverhouding tussen arts, kind en ouders; promotores waren Carel Stolker en Alex Geert Castermans. Het boek verscheen ook in een handelseditie bij BoomJuridisch. In 2019 werd Sombroek ook benoemd tot universitair hoofddocent gezondheidsrecht aan de Leidse rechtenfaculteit en directeur voor juridisch postacademisch onderwijs. Later dat jaar trad ze als directeur bedrijfsvoering toe tot het faculteitsbestuur.
In 2021 werkte Sombroek mee aan een spoedadvies aan de minister van VWS over het COVID-19-vaccin. In 2022 ontving ze samen met Aart Hendriks en Martine de Vries (LUMC) een subsidie van de Nationale Wetenschapsagenda voor onderzoek naar ethische en juridische aspecten van gentherapie. Per 1 oktober 2022 werd ze gewoon hoogleraar Recht en Gezondheid in Leiden; tot juni 2023 combineerde ze dat met haar taken als directeur bedrijfsvoering en portefeuillehouder internationalisering in het faculteitsbestuur. Op 26 april 2024 sprak ze haar oratie als hoogleraar uit, getiteld De steen van Antoine de Saint-Exupéry: bouwen aan de samenwerking tussen recht en gezondheid.
Sombroek-van Doorm is sinds 2017 plaatsvervangend rechter in het Regionaal Tuchtcollege voor de Gezondheidszorg (RTG). In 2024 werd ze benoemd tot lid van de Gezondheidsraad.
- International Standard Name Identifier: 0000 0004 7833 7199
- Library of Congress Control Number: n2019070067
- Nederlandse Thesaurus van Auteursnamen: 423686763
- ORCID: 0000-0003-4962-3834
- Virtual International Authority File: 14157280008803302437
- WorldCat: E39PCjByrXMrBdyTFQbTwFYcCP